# Coupe du Kosovo féminine de football
La coupe du Kosovo féminine de football (albanais : Kupa e Kosovës) est une compétition de football féminin opposant dans un tournoi à élimination directe les clubs du Kosovo. 

## Histoire
Le KF Hajvalia réalise le doublé Coupe-Championnat en 2016, battant en finale le KFF Mitrovica sur le score de 6-0. Le KF Hajvalia réitère cette performance en 2017, s'imposant en finale contre le KF Kosova VR Prishtinë par 8 buts à 0.
En mai 2018, le KFF Mitrovica met un terme à la domination du KF Hajvalia, s'imposant en finale par 2 buts à 1.
Le 22 mai 2019, le KFF Mitrovica remporte son deuxième titre consécutif dans la compétition en battant en finale le KF Kosova VR Prishtinë par 7 buts à 1.
La saison 2019-2020 est marquée par la pandémie de Covid-19 qui empêche la finale de se tenir à la fin de la saison ; celle-ci est finalement jouée le 23 novembre 2020 et se conclut une nouvelle fois sur la victoire du KFF Mitrovica sur le KFF Llapi sur le score de 10 à 0.
En mai 2021, le KFF Mitrovica remporte à nouveau la compétition en battant en finale le KF Kosova VR Prishtinë par 6 buts à 0. Le club conserve son titre la saison suivante, s'imposant en finale contre le KF Hajvalia sur le score de 2 buts à 1.
La Coupe du Kosovo 2022-2023 est remportée une nouvelle fois par le KFF Mitrovica, qui bat en finale l'EP Hajvalisë sur le score de 2 buts à 1.

## Palmarès
| Saison    | Vainqueur     | Score de la finale | Finaliste              |
| --------- | ------------- | ------------------ | ---------------------- |
| 2015-2016 | KF Hajvalia   | 6-0                | KFF Mitrovica          |
| 2016-2017 | KF Hajvalia   | 8-0                | KF Kosova VR Prishtinë |
| 2017-2018 | KFF Mitrovica | 2-1                | KF Hajvalia            |
| 2018-2019 | KFF Mitrovica | 7-1                | KF Kosova VR Prishtinë |
| 2019-2020 | KFF Mitrovica | 10-0               | KFF Llapi              |
| 2020-2021 | KFF Mitrovica | 6-0                | KF Kosova VR Prishtinë |
| 2021-2022 | KFF Mitrovica | 2-1                | KFF EP-Com Hajvalia    |
| 2022-2023 | KFF Mitrovica | 2-1                | EP Hajvalisë           |
| 2023-2024 | KFF Mitrovica | 7-1                | KF Kosova VR Prishtinë |